# Alfred Armand Robert Saint-Chamans
Alfred Armand Robert comte de Saint-Chamans, également appelé Alfred Armand Robert de Saint-Chamans ou Alfred Armand Robert Saint-Chamans, est un militaire français ayant servi durant le Premier Empire et la Restauration, né le 29 septembre 1781 à Clichy et mort le 7 mars 1848 au château de la Charmoye à Montmort dans la Marne.

## Biographie
Il est le fils de Joseph Louis vicomte de Saint-Chamans, baron de Peschier, maître de camp, commandant du régiment La Fère-infanterie (1781) et d'Auguste Céleste Pinel Dumanoir.
Il commence sa carrière militaire le 1er octobre 1801 en tant que cavalier au 9e dragons régiment dans lequel il devient brigadier le 15 janvier 1802 puis maréchal des logis le 2 avril suivant.
Le 17 février 1803, il est promu sous-lieutenant au 6e régiment de dragons et fait les campagnes de l'an XII et de l'an XIII sur les côtes françaises. Le 15 mars 1804, il devient sous-lieutenant aide de camp du maréchal Soult, puis toujours attaché au service de ce dernier, il est promu lieutenant aide de camp le 24 février 1805, capitaine aide de camp le 25 décembre suivant, chef d'escadrons aide de camp le 11 juillet 1807 et colonel aide de camp le 19 mai 1811 puis colonel provisoire commandant le 20e régiment de dragons en juin suivant.
Il effectue les campagnes de l'an XIV, de 1806 et de 1807 à la Grande Armée et celles de 1808, 1809, 1810 et 1811 en Espagne et au Portugal. Le 10 juin 1807, à la bataille d'Heilsberg, il est blessé d'un coup de feu à la cuisse. Confirmé dans son grade le 14 octobre 1811, il prend le commandement du 8e régiment de chasseurs à cheval, puis du 7e régiment de chasseurs à cheval le 10 février 1812. Durant la campagne de Russie, il est blessé d'un coup de lance près de Lepel le 24 octobre 1812. En 1813, durant la campagne d'Allemagne, il est blessé par un coup de feu au bas ventre le 22 mai lors du combat de Reichenbach puis il est fait prisonnier de guerre le 16 octobre suivant à la bataille de Leipzig après avoir « fortement contusionné » par un boulet de canon.
Rentré de captivité au début de la première Restauration, il devient, le 3 avril 1814, colonel aide de camp du général Dupont alors ministre de la guerre. Le 11 mai 1814, il est nommé colonel du régiment de chasseurs du Roi et est placé en non-activité le 26 mars 1815 durant les Cent-Jours.
Lors de la seconde Restauration, il est réintégré en tant que maréchal de camp et colonel du régiment des dragons de la garde royale, le 8 septembre 1815. Devenu disponible le 6 juin 1821, il est nommé inspecteur de cavalerie le 19 juin 1822, puis il est employé à partir du 9 octobre de la même année au corps d'observation des Pyrénées puis le 12 février 1823 au 2e corps de l'armée d'observation des Pyrénées avant de participer à l'expédition d'Espagne ou il se distingue à la tête des 4e et 20e régiments de chasseurs à cheval lors du combat de Campillo de Arenas. Le 25 octobre 1823, il est nommé commandant de la 1re brigade de la 2e division de cavalerie de la garde royale à l'armée des Pyrénées puis commandant de la 1re brigade de la 2e division de cavalerie de la garde royale en Espagne le 3 décembre suivant.
Le 17 septembre 1830, il est réformé et mis à la retraite le 1er octobre 1831. 
Il meurt au château de la Charmoye à Montmort dans la Marne, le 7 mars 1848.

## Titres et décorations
- 14 mars 1806 : Chevalier de la Légion d'honneur
- 28 janvier 1809 : Chevalier de l'Empire
- 22 décembre 1809 : Officier de la Légion d'honneur
- 11 septembre 1813 : Baron de l'Empire
- 8 juillet 1814 : Chevalier de Saint-Louis
- 29 juillet 1814 : Commandeur de la Légion d'honneur
- 21 août 1823 : Grand officier de la Légion d'honneur

## Famille et généalogie
Son frère Louis Marie de Saint-Chamans né le 17 janvier 1779 fut auditeur au Conseil d'État, préfet de l'Isère (sans suite), préfet du Vaucluse de 1815 à 1817 et préfet de la Haute-Garonne du 29 mars 1817 au 10 novembre 1823.

## Sources
- Mémoires du général Comte de Saint-Chamans, ancien aide de camp du Maréchal Soult, 1802-1832 , Paris, Plon-Nourrit, 1896. Ouvrage numérisé sur gallica.
- Archives Nationales, base Leonore, LH/2435/53, dossier de légion d'honneur d'Alfred Amand Robert de Saint-Chamans (avec extrait de baptême). Numérisé.